# The Mummy's Tomb
The Mummy's Tomb is een Amerikaanse horrorfilm uit 1942. De film is een vervolg op The Mummy's Hand uit 1940. De hoofdrollen werden vertolkt door Lon Chaney, Jr., Dick Foran, John Hubbard.

## Verhaal
De film begint met Stephen Banning, de held uit de vorige film. Hij is inmiddels een oude man, en vertelt de kijker via een lange flashback wat er in de vorige film (die zich blijkbaar 30 jaar voor deze film afspeelde) was gebeurd. Na deze flashback wordt Banning in zijn huis vermoord door een mummie. Deze mummie is dezelfde waarmee Banning het 30 jaar geleden ook al aan de stok kreeg toen hij de tombe van Ananka ontdekte.
De mummie, die onder controle staat van een kwaadaardige priester, laat het niet bij Banning en begint zijn familie ook op te jagen. De priester besluit echter een jonge vrouw tot zijn bruid te maken in plaats van haar te doden. Hij beveelt de mummie om haar te ontvoeren.
In de climax van de film jaagt een woedende menigte, geleid door Bannings zoon, de mummie op, en verbrandt hem.

## Rolverdeling
| Acteur          | Personage         |
| --------------- | ----------------- |
| Lon Chaney, Jr. | Kharis, de mummie |
| Dick Foran      | Stephen Banning   |
| John Hubbard    | Dr. John Banning  |
| Elyse Knox      | Isobel Evans      |
| George Zucco    | Andoheb           |
| Wallace Ford    | 'Babe' Hanson     |
| Turhan Bey      | Mehemet Bey       |

## Achtergrond
De film werd over het algemeen negatief ontvangen. Veel critici vonden dat de film het niet haalde bij veel van de andere horrorfilms die Universal rond dezelfde tijd uitbracht.
Acteur Lon Chaney, Jr. had eigenlijk een hekel aan zijn rol. Vooral omdat het schminkproces om hem te veranderen in een mummie acht uur in beslag nam. Desondanks vertolkte hij de rol ook in de vervolgfilms.